# Combretum erythrophyllum
Combretum erythrophyllum (Burch.) Sond., es una especie de arbusto trepador que se encuentra en el sur de África. 

Planta joven

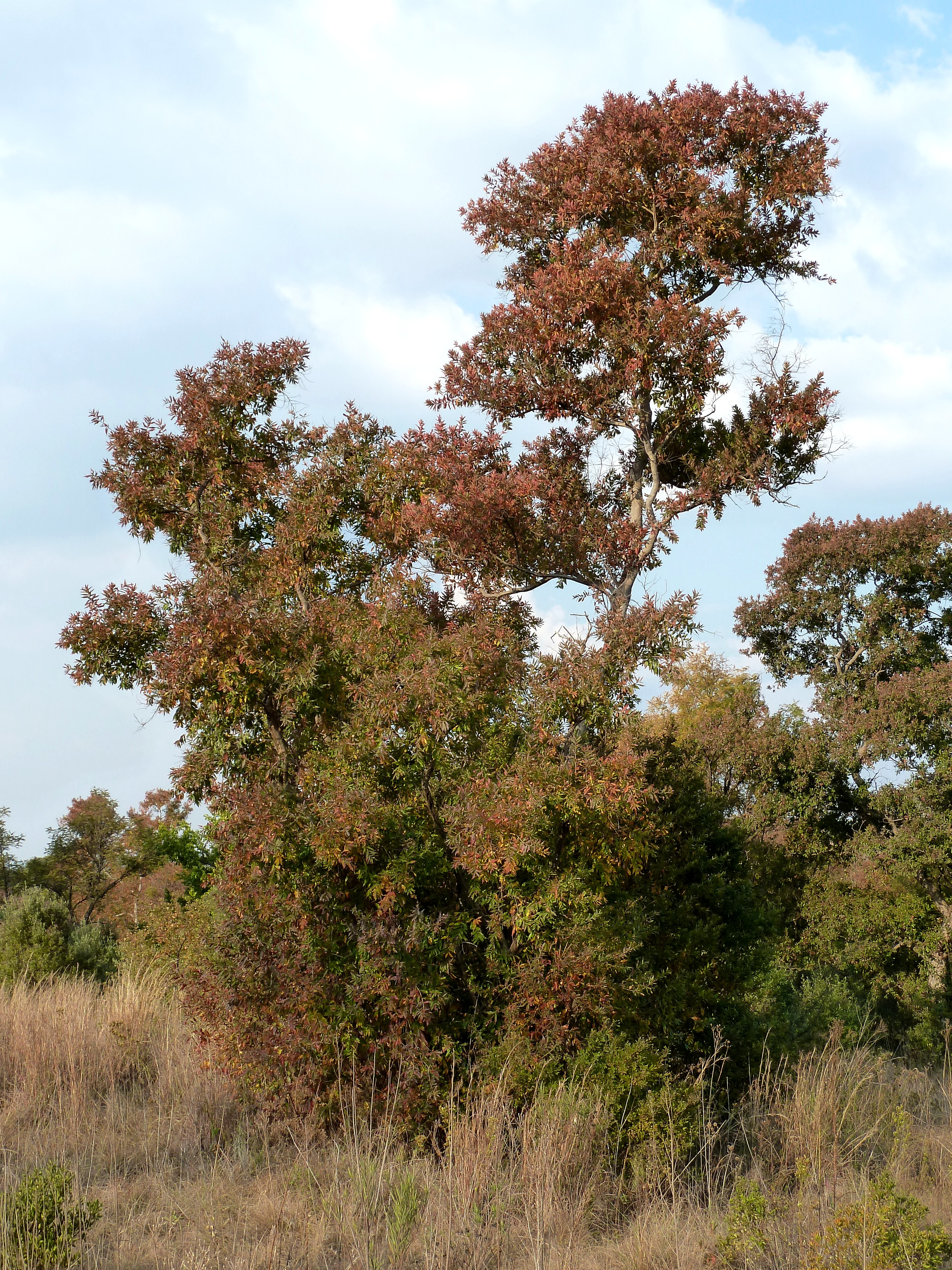
Vista del árbol

## Hábitat
Esta especie se encuentra en la parte noreste de Sudáfrica, de Zimbabue, en el norte hasta Cabo Oriental y en el sur hasta el oeste del río Orange.  Se trata de una especie fluvial, que se producen junto a los ríos o fuera de los ríos donde las aguas subterráneas es suficientemente disponible. Se encuentra en casi todas las altitudes y, por tanto, puede tolerar una buena cantidad de variaciones climáticas y diversos hábitats, tales como suelos pesados negros de arcilla,de arena y de aluvión fluvial o granito de arena.

## Descripción
Se trata de un árbol de tamaño medio a  grande, caducifolio con los colores rojizos del otoño. Las flores son de color crema a amarillo pálido y se producen en (septiembre - noviembre).  Los frutos son pequeños, con 4  alas y de un color marrón verdoso, amarillento y a la maduración de color café a un café-miel. Permanecen en el árbol durante mucho tiempo y se estima que es venenoso, que causa hipo. La corteza es de color marrón pálido, suave, pero con la edad se descama para exponer los parches grises, que le dan un aspecto moteado. Las hojas jóvenes son de color amarillento y brillante. Los árboles tienen a menudo múltiples tallos y algo parecidos al sauce.

## Propiedades
Las raíces, que algunos consideran venenosas, se utilizan como un purgante y para el tratamiento de las enfermedades venéreas. Adornos, comederos de ganado y morteros de granos se realizan a partir de la madera. Un tinte oscuro y marrón se extrae de las raíces. Los frutos secos también se utilizan bien en arreglos florales.

## Cultivo
Este es un popular árbol de sombra, es sorprendente en la sequía, resistente a las heladas y de crecimiento rápido en buenas condiciones, puede llegar a 4–6 m en tres años. Tiene el atractivo de ser una de las más sensibles y adaptables de las especies de Combretum, incluso sobreven en el Karoo donde sus colores de otoño son incluso más brillante que en climas suaves.
Esta especie se reproducen en lotes de semillas y plántulas que se encuentran a menudo bajo los árboles. Crece fácilmente a partir de un lugar fresco, las semillas deben ser empapados por anti-parasitarios algunas horas antes de plantar.  Las plantas de semillero aparecen 7-13 días después de la plantación.  Las plantas de semillero son resistentes a las heladas, después de dos años.

## Taxonomía
Combretum erythrophyllum fue descrita por (Burch.) Sond. y publicado en Linnaea 23: 43 1850.
Sinonimia
- Combretum glomeruliflorum Sond.
- Combretum lydenburgianum Engl. & Diels
- Combretum riparium Sond.
- Combretum sonderi Gerrard ex Sond.[3]